# Jean-Antoine d'Avaux
Pour les articles homonymes, voir Avaux (homonymie).
 (novembre 2021).
Le contenu est difficilement compréhensible vu les erreurs de traduction, qui sont peut-être dues à l'utilisation d'un logiciel de traduction automatique.
Jean-Antoine de Mesmes, appelé d'Avaux, né en 1640 et mort en 1709, est un diplomate français de la fin du XVIIe siècle et du début du XVIIIe siècle. Il accompagne Jacques II d'Angleterre en Irlande. Il négocie pour la France la paix de Nimègue qui met fin à la guerre de Hollande (1672–1678). Il est ambassadeur à Venise, La Haye, Stockholm et finalement de nouveau à La Haye.

## Naissance et origines
Jean-Antoine de Mesmes, le diplomate, naît en 1639 ou 1640. Il est le plus jeune des quatre fils de Jean-Antoine de Mesmes et de son épouse Anne Courtin. Son père est comte d'Avaux et président à mortier au parlement de Paris . Sa mère est une fille de Francois Courtin, seigneur de Brusselles et baron de Givry.
Ses frères sont : Jean-Jacques, Henri et Claude. Son frère aîné, Jean-Jacques III de Mesmes (1630–1688), succède à son père en tant que comte d'Avaux. Son frère Henri (mort en 1658) devient abbé commendataire des abbayes de la Valroy et de Hambye. Son frère Claude (mort en 1671) devient chevalier de Malte. Jean-Antoine a aussi une sœur, Antoinette, qui devient religieuse carmélite.
Jean-Antoine de Mesmes, le diplomate, le sujet de cet article, risque d'être confondu avec d'autres membres de sa famille qui portent le même nom, notamment son père Jean-Antoine de Mesmes, comte d'Avaux (mort en 1673) et son neveu Jean-Antoine de Mesmes, premier président et comte d'Avaux (mort en 1723).
Arbre généalogique
Jean-Antoine de Mesmes encadré de rouge;
comtes d'Avaux avec couleur de fond
|                           |                           |                                       |                                       | Jean- Jacques 1560–1642               | Jean- Jacques 1560–1642               | Jean- Jacques 1560–1642               | Jean- Jacques 1560–1642               | Jean- Jacques 1560–1642           | Jean- Jacques 1560–1642           |                                        |                                        | Antoinette de Grossaine                | Antoinette de Grossaine                | Antoinette de Grossaine                | Antoinette de Grossaine                | Antoinette de Grossaine              | Antoinette de Grossaine              |                                   |                                   |                                   |                                   |                                   |                                   |                                   |                                   |                                      |                                      |                                      |                                      |                                      |                                      |                         |                         |  |  |  |  |  |  |  |  |  |  |  |  |  |  |  |  |  |  |  |  |
|                           |                           |                                       |                                       | Jean- Jacques 1560–1642               | Jean- Jacques 1560–1642               | Jean- Jacques 1560–1642               | Jean- Jacques 1560–1642               | Jean- Jacques 1560–1642           | Jean- Jacques 1560–1642           |                                        |                                        | Antoinette de Grossaine                | Antoinette de Grossaine                | Antoinette de Grossaine                | Antoinette de Grossaine                | Antoinette de Grossaine              | Antoinette de Grossaine              |                                   |                                   |                                   |                                   |                                   |                                   |                                   |                                   |                                      |                                      |                                      |                                      |                                      |                                      |                         |                         |  |  |  |  |  |  |  |  |  |  |  |  |  |  |  |  |  |  |  |  |
|                           |                           |                                       |                                       |                                       |                                       |                                       |                                       |                                   |                                   |                                        |                                        |                                        |                                        |                                        |                                        |                                      |                                      |                                   |                                   |                                   |                                   |                                   |                                   |                                   |                                   |                                      |                                      |                                      |                                      |                                      |                                      |                         |                         |  |  |  |  |  |  |  |  |  |  |  |  |  |  |  |  |  |  |  |  |
|                           |                           |                                       |                                       |                                       |                                       |                                       |                                       |                                   |                                   |                                        |                                        |                                        |                                        |                                        |                                        |                                      |                                      |                                   |                                   |                                   |                                   |                                   |                                   |                                   |                                   |                                      |                                      |                                      |                                      |                                      |                                      |                         |                         |  |  |  |  |  |  |  |  |  |  |  |  |  |  |  |  |  |  |  |  |
| Henri Président 1585–1650 | Henri Président 1585–1650 | Henri Président 1585–1650             | Henri Président 1585–1650             | Henri Président 1585–1650             | Henri Président 1585–1650             |                                       |                                       | Claude Diplomate 1595–1650        | Claude Diplomate 1595–1650        | Claude Diplomate 1595–1650             | Claude Diplomate 1595–1650             | Claude Diplomate 1595–1650             | Claude Diplomate 1595–1650             |                                        |                                        | Jean- Antoine Président 1598–1673    | Jean- Antoine Président 1598–1673    | Jean- Antoine Président 1598–1673 | Jean- Antoine Président 1598–1673 | Jean- Antoine Président 1598–1673 | Jean- Antoine Président 1598–1673 |                                   |                                   | Anne Courtin 1610–1671            | Anne Courtin 1610–1671            | Anne Courtin 1610–1671               | Anne Courtin 1610–1671               | Anne Courtin 1610–1671               | Anne Courtin 1610–1671               |                                      |                                      |                         |                         |  |  |  |  |  |  |  |  |  |  |  |  |  |  |  |  |  |  |  |  |
| Henri Président 1585–1650 | Henri Président 1585–1650 | Henri Président 1585–1650             | Henri Président 1585–1650             | Henri Président 1585–1650             | Henri Président 1585–1650             |                                       |                                       | Claude Diplomate 1595–1650        | Claude Diplomate 1595–1650        | Claude Diplomate 1595–1650             | Claude Diplomate 1595–1650             | Claude Diplomate 1595–1650             | Claude Diplomate 1595–1650             |                                        |                                        | Jean- Antoine Président 1598–1673    | Jean- Antoine Président 1598–1673    | Jean- Antoine Président 1598–1673 | Jean- Antoine Président 1598–1673 | Jean- Antoine Président 1598–1673 | Jean- Antoine Président 1598–1673 |                                   |                                   | Anne Courtin 1610–1671            | Anne Courtin 1610–1671            | Anne Courtin 1610–1671               | Anne Courtin 1610–1671               | Anne Courtin 1610–1671               | Anne Courtin 1610–1671               |                                      |                                      |                         |                         |  |  |  |  |  |  |  |  |  |  |  |  |  |  |  |  |  |  |  |  |
|                           |                           |                                       |                                       |                                       |                                       |                                       |                                       |                                   |                                   |                                        |                                        |                                        |                                        |                                        |                                        |                                      |                                      |                                   |                                   |                                   |                                   |                                   |                                   |                                   |                                   |                                      |                                      |                                      |                                      |                                      |                                      |                         |                         |  |  |  |  |  |  |  |  |  |  |  |  |  |  |  |  |  |  |  |  |
|                           |                           |                                       |                                       |                                       |                                       |                                       |                                       |                                   |                                   |                                        |                                        |                                        |                                        |                                        |                                        |                                      |                                      |                                   |                                   |                                   |                                   |                                   |                                   |                                   |                                   |                                      |                                      |                                      |                                      |                                      |                                      |                         |                         |  |  |  |  |  |  |  |  |  |  |  |  |  |  |  |  |  |  |  |  |
|                           |                           |                                       |                                       | Jean- Jacques Président 1630–1688     | Jean- Jacques Président 1630–1688     | Jean- Jacques Président 1630–1688     | Jean- Jacques Président 1630–1688     | Jean- Jacques Président 1630–1688 | Jean- Jacques Président 1630–1688 |                                        |                                        | Henri Abbé cmd. de la Valroy d. 1658   | Henri Abbé cmd. de la Valroy d. 1658   | Henri Abbé cmd. de la Valroy d. 1658   | Henri Abbé cmd. de la Valroy d. 1658   | Henri Abbé cmd. de la Valroy d. 1658 | Henri Abbé cmd. de la Valroy d. 1658 |                                   |                                   | Claude Chevalier de Malte d. 1671 | Claude Chevalier de Malte d. 1671 | Claude Chevalier de Malte d. 1671 | Claude Chevalier de Malte d. 1671 | Claude Chevalier de Malte d. 1671 | Claude Chevalier de Malte d. 1671 |                                      |                                      | Jean- Antoine 1640–1709              | Jean- Antoine 1640–1709              | Jean- Antoine 1640–1709              | Jean- Antoine 1640–1709              | Jean- Antoine 1640–1709 | Jean- Antoine 1640–1709 |  |  |  |  |  |  |  |  |  |  |  |  |  |  |  |  |  |  |  |  |
|                           |                           |                                       |                                       | Jean- Jacques Président 1630–1688     | Jean- Jacques Président 1630–1688     | Jean- Jacques Président 1630–1688     | Jean- Jacques Président 1630–1688     | Jean- Jacques Président 1630–1688 | Jean- Jacques Président 1630–1688 |                                        |                                        | Henri Abbé cmd. de la Valroy d. 1658   | Henri Abbé cmd. de la Valroy d. 1658   | Henri Abbé cmd. de la Valroy d. 1658   | Henri Abbé cmd. de la Valroy d. 1658   | Henri Abbé cmd. de la Valroy d. 1658 | Henri Abbé cmd. de la Valroy d. 1658 |                                   |                                   | Claude Chevalier de Malte d. 1671 | Claude Chevalier de Malte d. 1671 | Claude Chevalier de Malte d. 1671 | Claude Chevalier de Malte d. 1671 | Claude Chevalier de Malte d. 1671 | Claude Chevalier de Malte d. 1671 |                                      |                                      | Jean- Antoine 1640–1709              | Jean- Antoine 1640–1709              | Jean- Antoine 1640–1709              | Jean- Antoine 1640–1709              | Jean- Antoine 1640–1709 | Jean- Antoine 1640–1709 |  |  |  |  |  |  |  |  |  |  |  |  |  |  |  |  |  |  |  |  |
|                           |                           |                                       |                                       |                                       |                                       |                                       |                                       |                                   |                                   |                                        |                                        |                                        |                                        |                                        |                                        |                                      |                                      |                                   |                                   |                                   |                                   |                                   |                                   |                                   |                                   |                                      |                                      |                                      |                                      |                                      |                                      |                         |                         |  |  |  |  |  |  |  |  |  |  |  |  |  |  |  |  |  |  |  |  |
|                           |                           | Jean- Antoine 1er Président 1661–1723 | Jean- Antoine 1er Président 1661–1723 | Jean- Antoine 1er Président 1661–1723 | Jean- Antoine 1er Président 1661–1723 | Jean- Antoine 1er Président 1661–1723 | Jean- Antoine 1er Président 1661–1723 |                                   |                                   | Henri Abbé cmd. de la Valroy 1666–1721 | Henri Abbé cmd. de la Valroy 1666–1721 | Henri Abbé cmd. de la Valroy 1666–1721 | Henri Abbé cmd. de la Valroy 1666–1721 | Henri Abbé cmd. de la Valroy 1666–1721 | Henri Abbé cmd. de la Valroy 1666–1721 |                                      |                                      | Marie- Thérèse * 1668             | Marie- Thérèse * 1668             | Marie- Thérèse * 1668             | Marie- Thérèse * 1668             | Marie- Thérèse * 1668             | Marie- Thérèse * 1668             |                                   |                                   | Jean- Jacques Ch. de Malte 1675–1741 | Jean- Jacques Ch. de Malte 1675–1741 | Jean- Jacques Ch. de Malte 1675–1741 | Jean- Jacques Ch. de Malte 1675–1741 | Jean- Jacques Ch. de Malte 1675–1741 | Jean- Jacques Ch. de Malte 1675–1741 |                         |                         |  |  |  |  |  |  |  |  |  |  |  |  |  |  |  |  |  |  |  |  |

Notez son oncle Claude, l'autre diplomate de la famille.

## Comte d'Avaux
Jean-Antoine de Mesmes, le diplomate, n'a jamais été comte. Ce titre est passé de son père (mort en 1673) à son frère aîné Jean-Jacques (mort en 1688) et puis au fils aîné de Jean-Jacques, un autre Jean–Antoine (mort en 1723), qui a survécu au diplomate (mort 1709). Cependant, il aime se faire passer pour "comte d'Avaux" quand il est à l'étranger lors de ses ambassades pour rehausser sa préséance. Saint Simon fait allusion à cette prétention dans ses mémoires. Jean-Antoine de Mesmes, le diplomate, est "comte d'Avaux" dans de nombreux écrits, entre autres dans son obituaire dans la Gazette de France, le dictionnaire historique de Louis Moréri et, en outre, une étude moderne académique. Il signe "De avaux". Son frère n'approuve pas ce comportement, mais il ne semble pas trop s'en soucier car il préfère son titre de président à mortier.

## L'ordre du Saint-Esprit
En 1684, il devient prévôt et maître de cérémonies de l'ordre du Saint-Esprit, qui est l'ordre de chevalerie le plus prestigieux de France. Cependant, les charges sont vénales. Il obtint la sienne de son frère aîné Jean-Jacques. En 1703 il vend sa charge à son neveu et homonyme Jean-Antoine mais garde le droit de porter le cordon bleu.
Cette charge lui permet de porter les attributs de l'ordre : le cordon bleu, la "plaque" (croix portée sur la poitrine) et la croix plus petite attachée au cordon bleu. Le large cordon bleu et la croix pectorale sont bien visibles sur le portrait par Hyacinthe Rigaud.

## Carrière en justice
Jean-Antoine suit dans les pas de son père en commençant une carrière dans la justice. En 1661 il devient conseiller au parlement ; en 1667 maître des requêtes et en 1695 conseiller d'état ordinaire.

## Carrière diplomatique
Sa carrière diplomatique s'insère entièrement dans le règne de Louis XIV. Il sert sous trois secrétaires d'état aux affaires étrangères : d'abord sous Simon Arnauld de Pomponne jusqu'à 1679, puis sous Charles Colbert de Croissy jusqu'à 1696 et finalement sous le fils de Charles, Jean-Baptiste Colbert, marquis de Torcy. Croissy est un frère puis-né du Grand Colbert. Il a pour secrétaire pendant plus de 30 ans Pierre Boulard.

### Ambassadeur à Venise (1672-1674)
En 1672, Louis XIV l'envoie comme ambassadeur à la république de Venise. Du XVe  au  XVIIIe siècle Venise est en conflit avec l'Empire ottoman dans sept guerres vénéto-ottomanes, mais son ambassade se situait dans un temps de paix entre la fin de la Guerre de Candie (1669) et le début de la guerre de Morée (1684). La France était intervenue dans la guerre de Crète lors du siège de Candie pour plaire au pape, mais les expéditions françaises ont fini en désastre et la France s'est retirée de cette guerre, provoquant la perte de Candie. Les Vénitiens se sont sentis trahis et il lui a fallu reconstruire confiance et compréhension. Il aussi fait de l'espionnage industriel au profit de la France et il facilite l'achat d'œuvres d'arts italiens pour les collections royales. Il reste à ce poste jusqu'en 1674.

### Paix de Nimègue
De 1675 à 1678, il négocie le traité qui met fin à la guerre de Hollande (1672-1678). Pendant les négociations, il se lie d'amitié à Charles Colbert, marquis de Croissy, un diplomate français et frère de Jean-Baptiste Colbert, ministre de Finance de 1661 à 1683. Croissy deviendra son chef comme secrétaire d'État des affaires étrangères après la conclusion des traités en 1679.

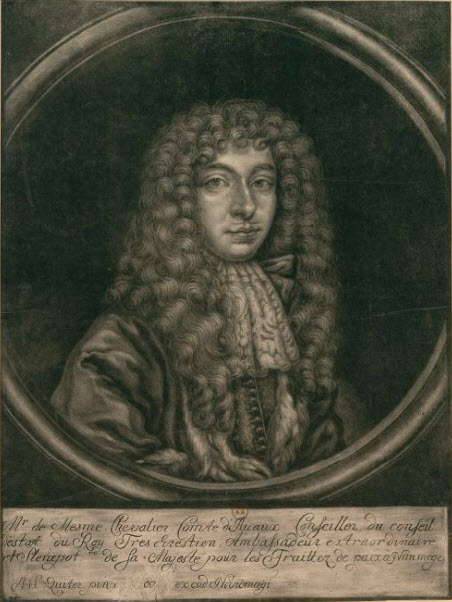
Portrait by Hardouin Quitter. Le texte se lit : M. de Mesmes Chevalier Comte d'Avaux Conseiller du conseil d'estat du Roy Tres Chrestien, Ambassadeur extraordinaire et Plenepotre de Sa Majesté pour les Traittez de paix à Nimmegue

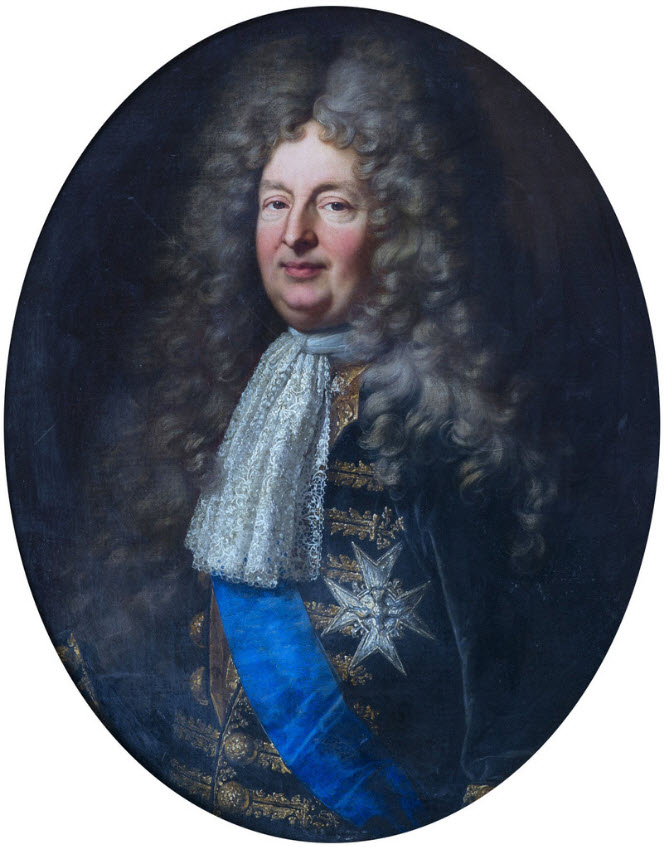
Portrait by Hyacinthe Rigaud. Noter le cordon bleu et la croix sur la poitrine de l'Ordre du Saint-Esprit.

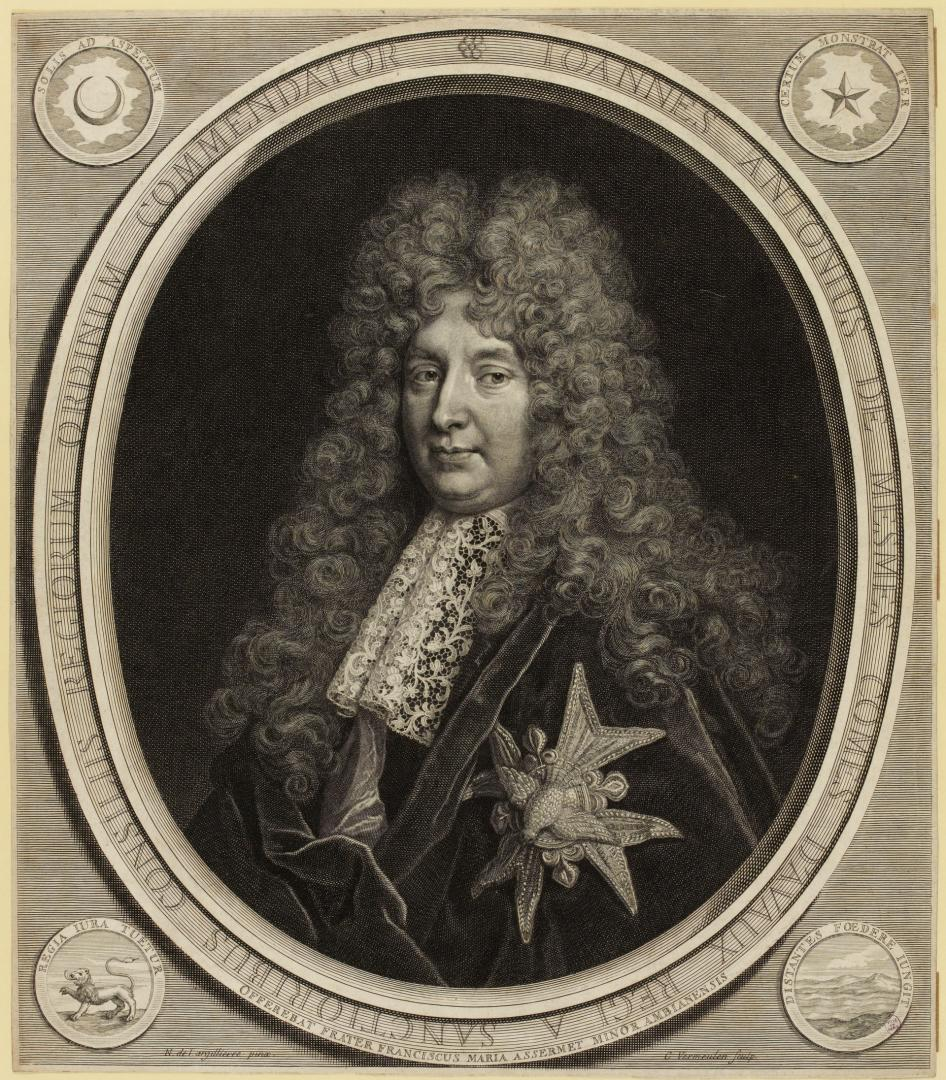
Portrait en robes de l'ordre du Saint-Esprit peint par Nicolas de Largillière et gravé par Cornelis Vermeulen 1691

### Ambassadeur à La Haye (1678-1689)
Suivant la conclusion de la paix de Nimègue en 1678, la France reprend ses relations diplomatiques avec les Provinces-Unies et Jean-Antoine de Mesmes est nommé ambassadeur à La Haye. Il avait été précédé à ce poste par Pomponne avant l'interruption causée par la guerre. Cependant, en 1683 et 1684, la guerre s'approche de nouveau des Provinces-Unies quand la France assiège et prend des forteresses dans les Pays-Bas espagnols pendant la guerre des Réunions. Les Hollandais n'interviennent pas mais se sentent menacés par les incursions françaises vers leurs frontières. Cette guerre prend fin avec la Trêve de Ratisbonne, qui comprend plusieurs traités bilatéraux y compris le traité entre la France et les Provinces-Unies comme préparation pour le traité entre la France et l'Espagne. Les Français pensent qu’apaiser les Hollandais est aussi important que parler aux Espagnols. Jean-Antoine de Mesmes, étant ambassadeur à La Haye, est demandé de négocier le traité entre la France et les Provinces-Unies. Dans ce traité, la France abandonne Dixmude et Courtrai mais garde Luxembourg. Jean-Antoine de Mesmes l'a signé « DE MESMES, comte d'Avaux » le 29 juin. Le traité entre Louis XIV et Charles II d'Espagne est signé environ 1½ mois plus tard le 15 août 1685 à Ratisbonne (Regensburg), le siège de la diète allemande, par Louis de Verjus, l'ambassadeur français à la diète.
En 1685 Louis XIV révoque l'édit de Nantes, qui avait garanti la liberté de religion des protestants français. La persécution qui suit envoie des vagues de réfugiés, les huguenots, à travers toute l'Europe septentrionale. Des milliers de huguenots arrivent aux Pays-Bas, pendant l'ambassade de Jean-Antoine de Mesmes.
Jean-Antoine de Mesmes bientôt découvre les plans d'invasion d'Angleterre du prince d'Orange et prévient Louis XIV. Le 9 septembre 1688, il transmet aux Hollandais une lettre de Louis XIV qui menace les Provinces-Unies de guerre. Le 15 novembre 1688 (5 novembre du calendrier julien) Guillaume débarque à Brixham. La France répond en déclarant la guerre aux Provinces-Unies le 26 novembre, de ce fait rompant la trêve de Ratisbonne et commençant la guerre de la Ligue d'Augsbourg. Les relations diplomatiques entre la France et les Provinces-Unies sont de nouveau rompues. Jean-Antoine de Mesmes est forcé de quitter son poste à la Haye en 1689 après un séjour de dix ans.

### Expédition irlandaise (1689–1690)
En 1689, il est nommé ambassadeur extraordinaire auprès de Jacques II pour l'expédition irlandaise. Le 12 mars 1689, il débarque avec Jacques II à Kinsale sur la côte sud de l'Irlande. Il rend compte à Louvois, en ce qui concerne les aspects militaires mais bien sûr à Croissy en ce qui concerne les affaires étrangères. Il avait 300 000 livres pour Jacques et un fond secret de 200 000 livres à dépenser comme lui semble bien. Il siège sur le conseil de Jacques II, avec Tyrconnell et le comte de Melfort, le secrétaire d'état de Jacques. Pour Jacques et Melfort, l'Irlande n'est qu'un point de départ pour l'Écosse ou l'Angleterre. Jean-Antoine de Mesmes au contraire insiste sur l'importance de consolider leur contrôle de l'Irlande. Tandis que Jacques et Melfort veulent protéger les protestants irlandais afin de garder leur éventuel support de leurs confrères en Écosse et en Angleterre, Tyrconnell et Jean-Antoine de Mesmes veulent les sacrifier pour satisfaire les demandes des catholiques irlandais en terres et droits.
Jean-Antoine de Mesmes est finalement renvoyé et remplacé par comte Lauzun, qui est le choix de Jacques et de sa reine, Marie de Modène. À la fin de sa mission, avant de s'embarquer pour retourner en France en avril 1690, Jean-Antoine de Mesmes explique à son successeur qu'il sera sacrifié pour un peuple qui a de l'esprit mais est pauvre et lâche et dont les soldats ne se battront point et dont les officiers n'obéiront aucun ordre et que de ce fait il rencontrera le même destin que l'armée française a rencontré au siège de Candie, c'est-à-dire d'être détruit, en se référant à la désastreuse intervention française dans la guerre de Candie en 1669.

### Ambassador à Stockholm (1692–1699)
En 1692 l'ambassadeur français en Suède, Maximilien Alpin de Béthune, meurt soudainement étant en poste à Stockholm. Le 30 novembre 1692, Louis XIV nomme Jean-Antoine de Mesmes à sa place. À ce temps, la Suède profite d'un temps de paix après la guerre de Scanie (1675–1679), qui peut être regardée comme une extension de la guerre de Hollande (1672–1678).
Quand il devient ambassadeur en Suède, France était en train de combattre l'Angleterre, les Provinces-Unies, l'Espagne et l'Empire allemand dans la guerre de la Ligue d'Augsbourg, ce qui épuisait ses finances. Le roi Charles XI de Suède (régnait 1675-1697) était sagement resté neutre. La mission de Jean-Antoine de Mesmes est de préparer la paix en convainquant la Suède, son ancien allié, de servir de médiateur dans les pourparlers entre la France et l'Empire. La guerre finalement prend fin avec le traité de Ryswick, conclu en septembre et novembre 1697 dans les Pays-Bas. Le diplomate suédois Niels Baron de Lilliënrot sert de médiateur, tandis que la France est représentée par le maréchal de Boufflers.
Croissy, meurt en 1696 et est remplacé par son fils Colbert de Torcy. Charles XI meurt en avril 1697 et est remplacé par le jeune Charles XII.
Jean-Antoine de Mesmes recrute Béate Elisabeth de Kœnigsmarck comme agent français pour persuader Charles XII de marier la princesse Sophie Hedwig de Danemark. Le but était d'éviter une répétition des alliances de la guerre de Hollande et de la guerre de Scanie où le conflit avec le Danemark avait empêché la Suède de combattre l'empereur comme allié de la France. Cependant, Charles XII ne s'est jamais marié. Jean-Antoine de Mesmes est resté en Suède jusqu'en été 1699. En 1700, la grande guerre du Nord s'est déclarée dans laquelle le Danemark, la Pologne et la Russie ont attaqué la Suède.
Selon Saint-Simon, les suédois étaient déçus quand ils ont appris que le nouveau ambassadeur français était noble de robe et non d'épée.

### Remplaçant Briord à La Haye (1701)
Gabriel de Briord avait été nommé ambassadeur à La Haye en novembre 1699. En janvier 1701, il tombe gravement malade, Louis XIV envoie Jean-Antoine de Mesmes une deuxième fois en Hollande, afin de le remplacer,. Le maréchal Boufflers occupe les forteresses de la barrière dans la nuit du cinq au six février pendant que Jean-Antoine de Mesmes est en train de voyager de Paris à la Haye où il arrive le 12 février. Le 17 avril Guillaume reconnait Philippe V comme roi d'Espagne. En avril, Briord convalescent retourne à Paris. Jean-Antoine de Mesmes reste jusqu'en août. Peu après les relations diplomatiques sont rompues avec le début de la guerre de Succession d'Espagne.

## Dernières années
En 1688, après la mort de son père, Jean-Antoine de Mesmes hérite de la seigneurie de Roissy. En 1704, à l'âge de 64 ans, il décide d'y construire une maison de campagne. Il démolit le vieux manoir et commence un nouveau château,.
Il meurt à Paris le 10 février 1709 à l'âge de 69 ans. Il ne s'est jamais marié. Il lègue le château de Roissy à sa nièce Marie-Thérèse, marquise de Fontenilles, une fille de son frère premier-né Jean-Jacques. Le château est ensuite acheté par la marquise de la Carte en 1713 et par John Law en 1719. Plus tard il passe à la famille Riquet de Caraman et prend le nom de château des Caramans. Il est démoli après un incendie en 1794.